# Fodor Gábor (politikus)
Fodor Gábor (Gyöngyös, 1962. szeptember 27. –) magyar jogász, liberális politikus, az Ellenzéki Kerekasztal tagja, 1990-től 1993-ig, 1994-től 2009-ig és 2014-től 2018-ig parlamenti képviselő. A Bibó István Szakkollégium tagja, később szerződtetett oktatója volt. Később az Európa Tanácsnak a Magyar Országgyűlés által delegált tagja 1991 és 1993 között. 1994-től 1996 januárig oktatási miniszter, később 2007 és 2008 között környezetvédelmi és vízügyi miniszter, 2008 júniusától 2009 júliusáig pedig a Szabad Demokraták Szövetségének, majd 2013 és 2019 között a Magyar Liberális Pártnak az elnöke. 2019-től az általa alapított Közép-európai Rendszerváltást Kutató Intézet igazgatója.

## Származása
1962. szeptember 27-én született értelmiségi családban Gyöngyösön (Heves megye). Édesapja, dr. Fodor Árpád (1926-2012) előbb bíróként, majd ügyvédként dolgozott, édesanyja, Révfalvi Klára (1925-2017) Gyöngyös Város Tanácsán dolgozott főelőadóként. Testvére, Tamás (1955-) építőmérnök.

## Gyermekkora
Az általános és a középiskolát a Heves megyei Gyöngyösön végezte, 1981-ben érettségizett a Berze Nagy János Gimnázium angol tagozatos osztályában.

## Egyetemi tanulmányai
Az Eötvös Loránd Tudományegyetem Állam- és Jogtudományi Karán folytatta tanulmányait és 1987-ben szerzett diplomát. A Bibó István Szakkollégium tagja volt, mások mellett Orbán Viktor, Deutsch Tamás és Kövér László társaként.

## Munkahelyei
1988 és 1989 között a Művelődéskutatási Intézet Közép-európai Kutatócsoportjának a tagja volt. 1989 és 1994 között az ELTE ÁJTK filozófiai tanszéken tanársegédként oktatott. Emellett 1989-től 1990-ig a Soros Alapítványnál dolgozott. Jelenleg a 2019-ben általa alapított Közép-európai Rendszerváltást Kutató Intézet igazgatója. A Bibó István Szakkollégiumban óraadó oktató és mentor.

## Politikai pályafutása

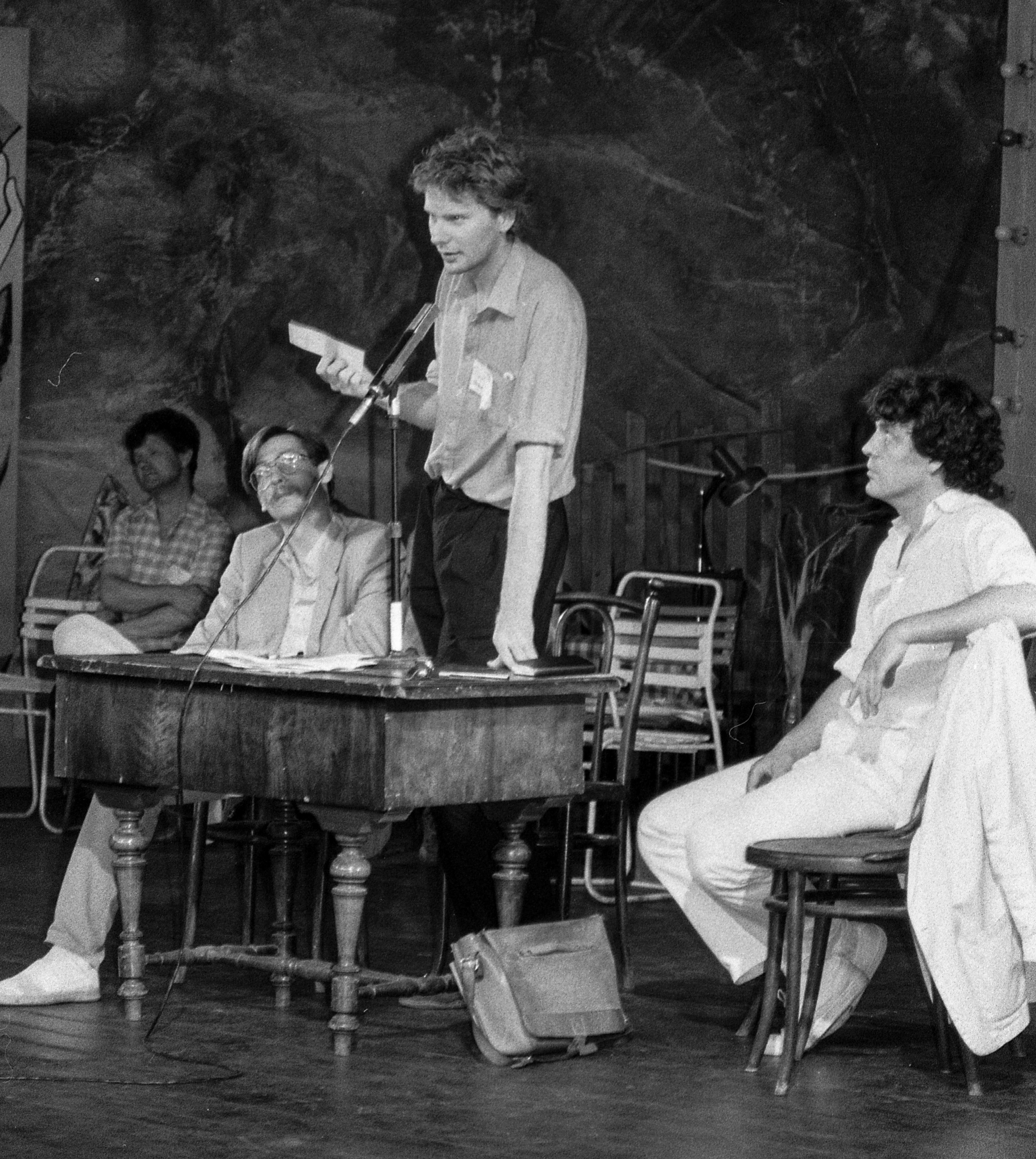
Elöl balról jobbra: Szent-Iványi István, Fodor Gábor, Miszlivetz Ferenc 1989-ben.

### Fidesz
1988-ban a Fidesz alapító tagja, majd szóvivője. 1988 októberétől a párt választmányának tagja, 1993-ban rövid ideig alelnöke. A Fidesz delegáltjaként vett részt az Ellenzéki Kerekasztal tárgyalásain.

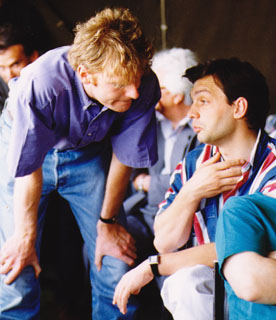
Fodor Gábor és Orbán Viktor az 1993-as Szárszói Találkozón.

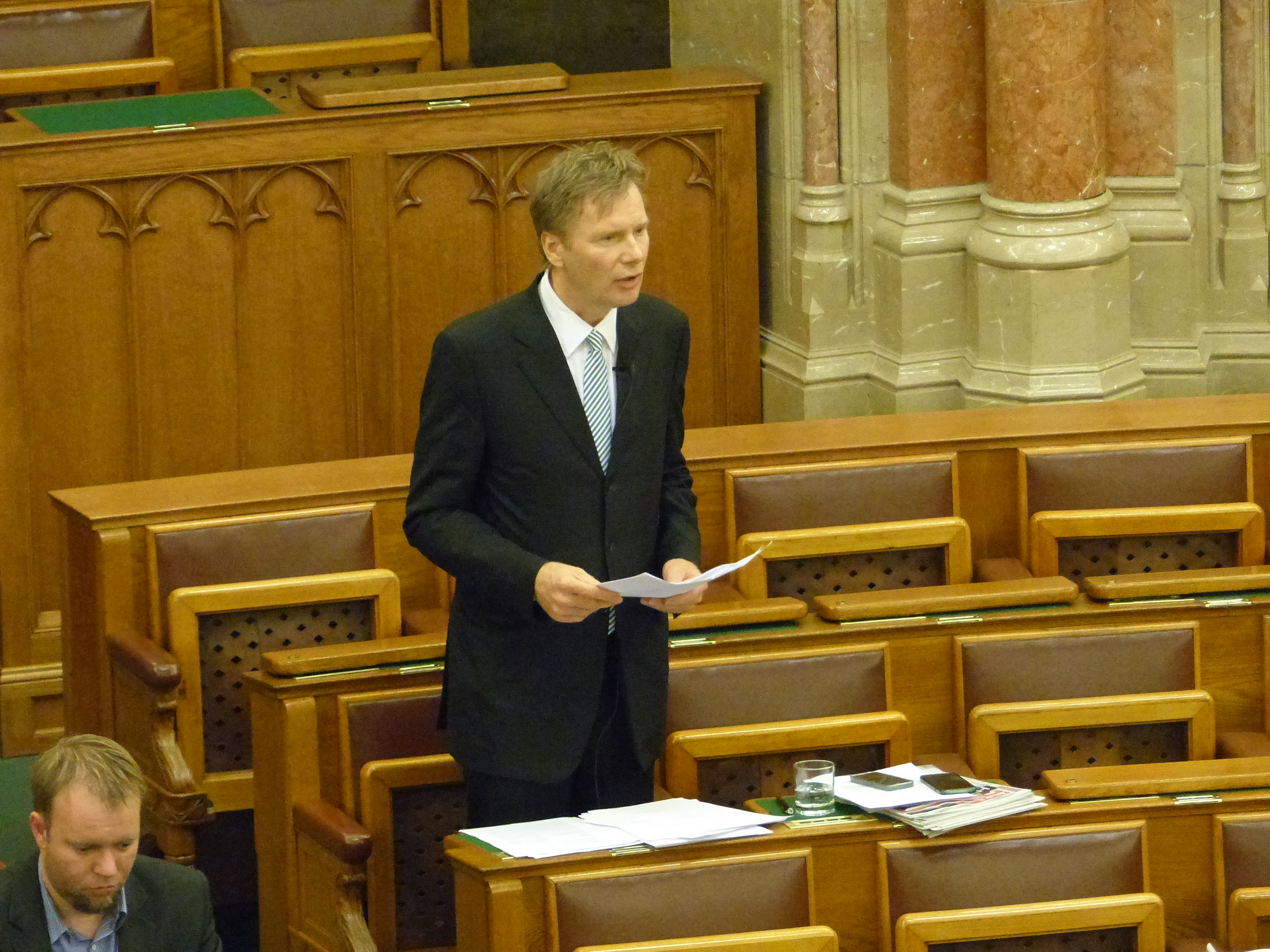
Fodor Gábor felszólal az Alaptörvény 7. módosításának vitáján az Országgyűlésben.

1990-ben mandátumot szerzett az Országgyűlésbe. 1990 és 1993 között az Emberi jogi, kisebbségi és vallásügyi bizottság elnöke. 1990 és 1992 között a Nemzetbiztonsági bizottság tagja. Ő volt azon kevesek egyike, akik a bizottság tagjaként láthatták a Németh Miklós által Antall Józsefnek átadott ügynöklistát, amelyben az akkori Országgyűlés „érintett” tagjai, illetve közéleti szereplők neve szerepelt. 1993-ban a Fidesz konzervatív fordulata miatt Fodor Gábor – mások mellett – Ungár Klárával és Molnár Péterrel kilépett a pártból és lemondott országgyűlési képviselői mandátumáról.

### SZDSZ
1994-ben a választásokon a Szabad Demokraták Szövetségének felkérésére elindult a gyöngyösi egyéni választókerületben, ahol sikeresen képviselői mandátumot szerzett. Később 1998-ban, 2002-ben és 2006-ban az SZDSZ országos listájáról jutott a parlamentbe. A megalakuló Horn-kormány művelődési és közoktatási minisztereként dolgozott egészen 1996. január 1-jéig. Miniszteri tevékenységéhez kötődik többek között a Nemzeti Alaptanterv bevezetése, a személyi jövedelemadó 1%-ának felajánlásának lehetőségének létrehozása, a felsőoktatási felvételi eltörlése, a számítógépes kultúrának a bevezetése a közoktatásba. 1996. január 1-jén lemondott posztjáról és később az Alkotmányügyi és az Alkotmányelőkészítő bizottság tagja lett egészen 1998-ig. 1998-tól az Emberi jogi, kisebbségi és vallásügyi bizottság delegáltjaként tevékenykedett az egész ciklus alatt.
2002-től újra az Alkotmány- és igazságügyi bizottságnak lett tagja, aztán újraválasztását követően 2006-tól pedig ugyan ezen bizottság alelnökeként dolgozott 2009-ig. Továbbá a 2000 évek elejétől az SZDSZ Heves megyei elnökévé választották. Később mandátumot is szerzett a Heves Megyei Közgyűlésben, de arról az alakuló ülésen társai javára lemondott.
2007 januárjában bejelentette, hogy indul az SZDSZ elnöki tisztségéért a márciusi tisztújító kongresszuson. Ellenfele Kóka János volt, aki egy megkérdőjelezett eljárású versenyben legyőzte (377:377 szavazategyenlőség után második, megismételt szavazással 380:367 arányban). A kérdéses eredményt végül több párttag is a bíróságon támadta meg.

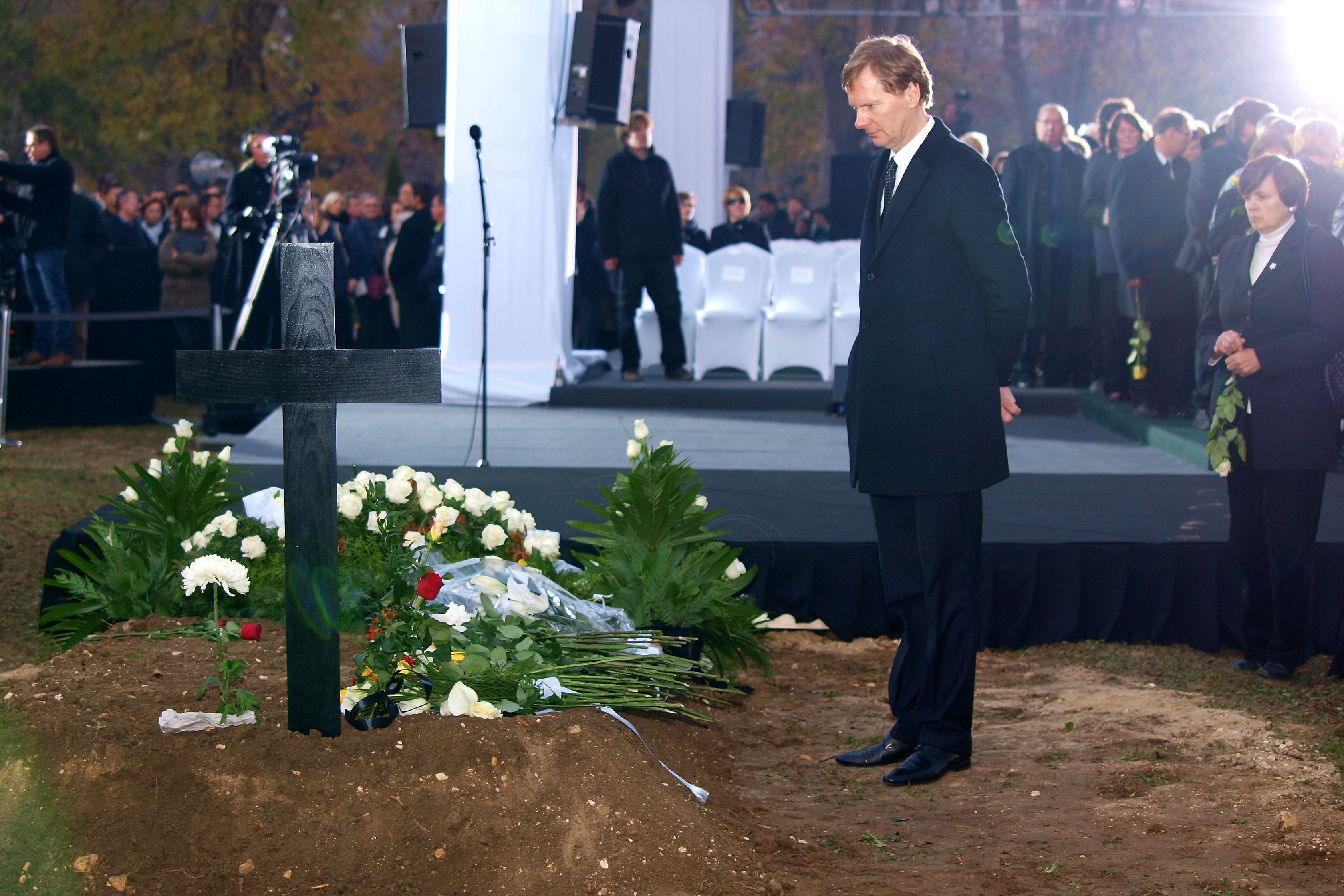
Fodor Gábor lerója tiszteletét Göncz Árpád sírjánál a 2015. november 6-ai temetésen.

Az SZDSZ 2007. április 18-án jelölte Fodort környezetvédelmi és vízügyi miniszternek az addigi tárcavezető, Persányi Miklós helyére. Miniszteri esküjét május 7-én tette le. Egy évvel később a többi SZDSZ-es miniszterrel együtt – az egészségügyi tárca körül kialakuló kormánykoalíciós vita miatt – 2008 áprilisában bejelentette kilépését a kormányból. A rendszerváltás utáni Magyarország legnépszerűbb környezetvédelmi minisztereként és a kormány egyik legelfogadottabb tagjaként távozott a végrehajtó hatalomból.
A bírósági eljárást nem bevárva a 2008. június 7-én tartott rendkívüli tisztújító küldöttgyűlésen 346-344 arányban megválasztották az SZDSZ elnökévé. Fodor egy évig volt a liberális párt elnöke. Hivatali ideje alatt a párton belül folyamatos küzdelmet folytatott a Kóka János személye körül csoportosulókkal és az SZDSZ parlamenti frakciójának többségével. A párt 2009-es EP-választáson nem szerzett mandátumot, emiatt Fodor Gábor bejelentette távozását pártelnöki tisztségéről. Egy hónappal később lemondott a képviselői helyéről is, mivel nem támogatta a kisebbségbe szorult Gyurcsány-kormányt, előrehozott választásokat és az addigi átmeneti időre szakértői kabinetet javasolt.
A 2010-es országgyűlési választás utáni tagrevízió során nem újította meg párttagságát.

### Magyar Liberális Párt
2013. április 27-én jelentette be, hogy Magyar Liberális Párt (rövid nevén: Liberálisok) néven új pártot alapít. A párt fiatal, politikai múlttal addig nem rendelkező politikusok (Bősz Anett, Sermer Ádám) mellett a közéletben és a gazdasági életben ismert és tapasztalt szereplőkkel közösen hozta létre (Bodnár Zoltán, Szent-Iványi István). A programjuk címe Együttérző liberalizmus lett. A párt a 2014-es és a 2018-as országgyűlési választásokon is mandátumot szerzett.
2019. augusztus 27-én jelentette be, hogy lemond a pártelnöki tisztségéről. Nyilatkozatai szerint nem kívánt az akkori formában kibontakozó ellenzéki összefogásban részt venni.

### Jelenleg
2019-ben megalapította a Közép-európai Rendszerváltást Kutató Intézetet, amelyet jelenleg is ő vezet. Az intézet célja, hogy a rendszerváltás korszakát testközelbe hozza a fiatalok számára.

## Családja
Első felesége (1988 és 1993 között) dr. Honecz Ágnes jogász, művészettörténész, később az Egyenlő Bánásmód Hatóság vezetője.
Második felesége Czeizel Barbara (1995 és 2018 között) gyógypedagógus, a Budapesti Korai Fejlesztő Központ vezetője, később miniszteri biztos.
Két gyermeke született:
- Dániel Jakab (1995)
- Júlia Rebeka (2000)

Jelenlegi partnere Gellért Emese, a MEMO kommunikációs szakembere.[forrás?]

### Interjúk
- „Óriási probléma a miniszterelnök hitelvesztése" - Fodor Gábor a miniszterelnök cselekvési tervéről - interjú az index.hu-n.
- "Orbán Viktor legfőbb szövetségese voltam" – Interjú Fodor Gáborral – a PartizánPolitikában.
- "Fodor Gábor: Se a Fideszre, se az összefogásra nem fogok szavazni!" – interjú HitRádió-n.
- „Véres fejjel mindig visszatáncolunk” – Fodor Gábor az SZDSZ-ről – interjú a Hírszerző.hu-n.
- "Fodor Gábor szerint kevesen tudnak annyit a politikáról, mint ő" – összefoglaló a Telex.hu-n.
- "Politikus Fodor Gábor" - Szenes Andrea riportja.
- "Fodor Gábor" - az ATV Magyarország Húzós műsorában.
- "Fodor Gábor" - 20 év, Beszélgetések Bárdos Andrással a TV2-n 2009.

### Filmek
- Civil Technikák (Fidesz) – A Fekete Doboz Alapítvány filmje.
- Fidesz film "Mert én itt születtem" 1. rész
- Fidesz film "Mert én itt születtem" 2. rész

### Hivatalos oldalak
- Facebook-oldala
- Blogja
- Országgyűlési adatlapja

### Egyéb
- Dési, János, Pápai Gábor (karikatúrák). A magyar szürke 48 árnyalata. Budapest: Ab Ovo. 978-615-5353-40-6 (2014)
- ifj. Korsós Antal: Politikus jogászok. Bánk Attila, Boross Péter, Demszky Gábor, Deutsch Tamás, Fodor Gábor, Gál Zoltán, Gálszécsy András, Horváth Balázs, Kiss Elemér, Toller László, Torgyán József; Helikon, Bp., 2005

| Elődje: Kóka János | A Szabad Demokraták Szövetségének elnöke 2008 – 2009 | Utódja: Retkes Attila |